# Mandemakers Stadion

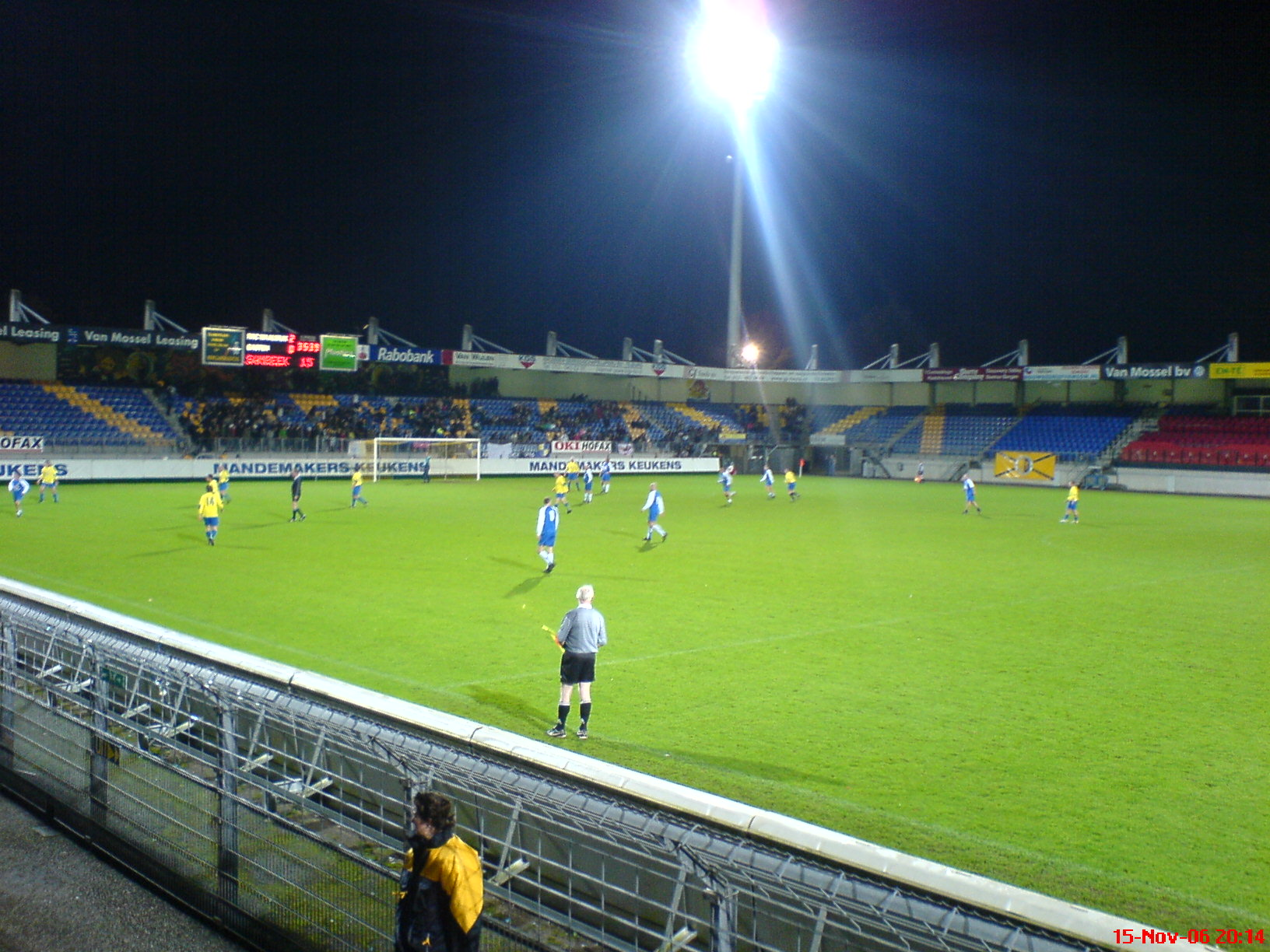
Der Innenraum des Mandemakers Stadions

Das Mandemakers Stadion ist die sportliche Heimstätte des Fußballvereins RKC Waalwijk in der niederländischen Stadt Waalwijk, Provinz Nordbrabant. Das Fußballstadion wurde am 15. September 1996 eröffnet. Mit 7500 Zuschauerplätzen ist es das kleinste unter den Stadien der Vereine der Eredivisie in der Saison 2020/21.

## Geschichte
Von 1940 bis 1996 spielte der RKC Waalwijk im alten „Olympia Sportpark“. Dieses Stadion war nicht sehr beliebt und wurde wegen seines schlechten Zustands „Fahrradschuppen“ genannt.
Das letzte Spiel im Sportpark fand am 5. Mai 1996 zwischen Waalwijk und Fortuna Sittard (1:1) statt. Danach begannen die Arbeiten am neuen „Olympia Sportpark“ und nach nur vier Monaten stand das neue Stadion mit 6200 Plätzen. Die Flutlichtanlage übernahm man aus dem NAC Stadion von NAC Breda, die ebenfalls ein neues Stadion bauten. Nachdem die Ecken des Fußballstadions geschlossen wurden, erreichte es die derzeitige Kapazität von 7500 Plätzen.
Bis 1999 trug der Spielort weiter den Namen „Olympia Sportpark“, dann wurde der niederländische Küchen-, Sanitär- und Möbelhersteller „Mandemakers Group“ Namenssponsor.